# Синантроп

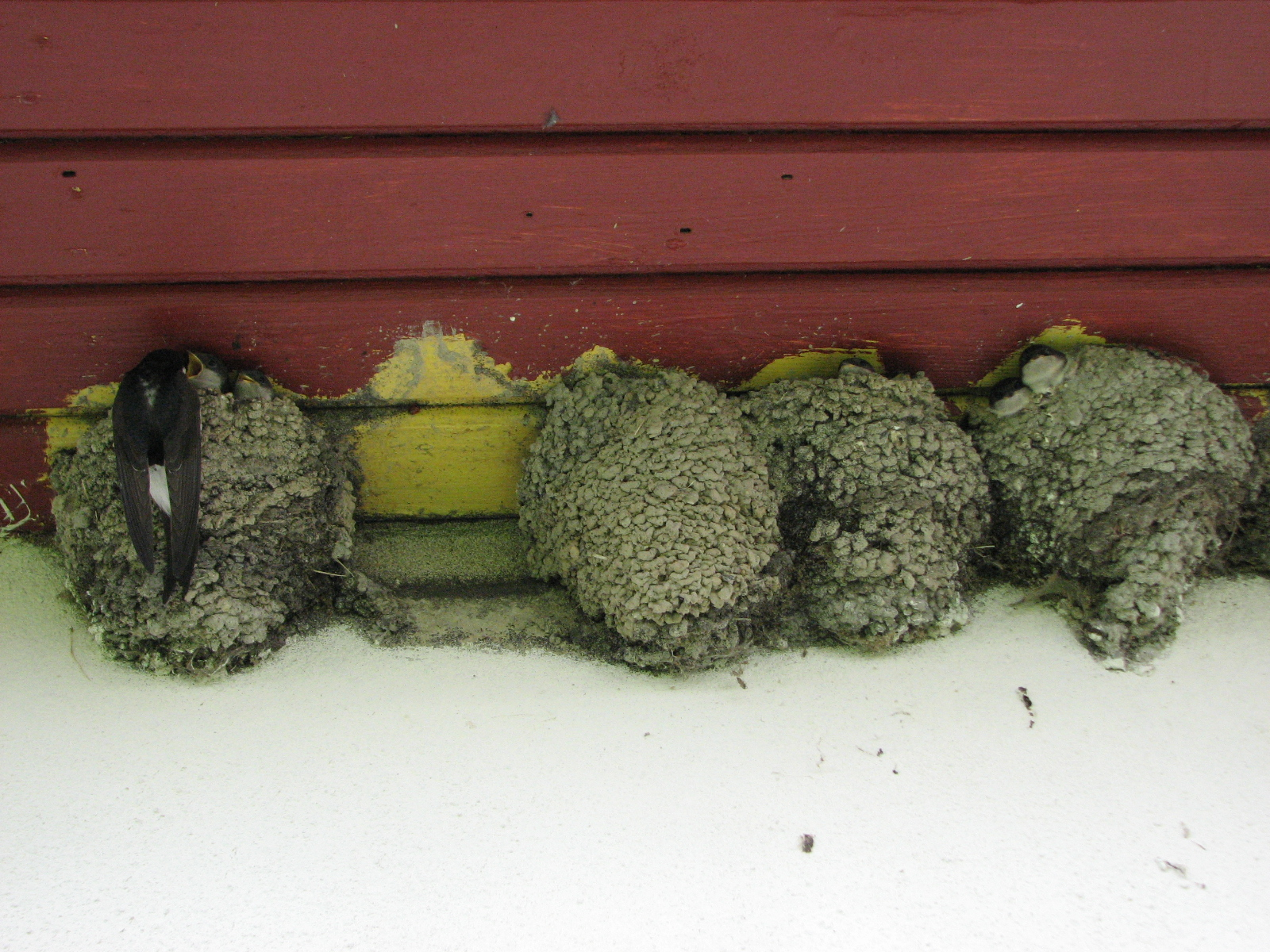
Гнізда ластівки міської — типового синантропа

Синантро́п (вид, організм) — вид, який знайшов поблизу людських поселень особливо сприятливі для себе умови життя і сформував у створеному людиною штучному або напівприродному середовищі стійкі та життєздатні популяції (ластівка міська, миша хатня)[джерело?].

## Характеристика терміна
Найширше тлумачення синантропів припускає толерантність окремих видів тварин до існування у антропогенно змінному середовищі (при такому визначенні у синантропи потрапляє вся фауна — від паразитів людини до вовків). Найвужче тлумачення припускає формування життєздатних популяцій в урбаністичному середовищі, при тому такі популяції виявляються успішнішими порівняно з вихідними материнськими і розселяється по всій мережі людських поселень. Більшість видів тварин, що заселяють урболандшафт (урбаландшафт), є чужорідними і сформували синантропні популяції за межами своїх природних ареалів.[джерело?]

## Наукові дослідження
В Україні тема найактивніше розробляється орнітологами та теріологами. За останні два десятиліття захищено не менше 8 дисертацій за спеціальностями «зоологія» та «екологія» (Ігор Скільський, Андрій Бокотей, Василь Костюшин, Оксана Станкевич, Наталка Черемних та ін.).

## Типові синантропи в Україні
- Ластівка міська, лелека білий, голуб сизий, плиска біла, шпак звичайний, нетопир білосмугий, миша хатня, тарган рудий, мураха фараоновий, скутигера звичайна